# جياني دي لوكا
جياني دي لوكا (بالإيطالية: Gianni de Luca)‏ هو رسام إيطالي، ولد في 27 يناير 1927 في Gagliato ‏ في إيطاليا، وتوفي في 6 يونيو 1991 في روما في إيطاليا.